# Ambassade des États-Unis en Tunisie
L'ambassade des États-Unis en Tunisie est la mission diplomatique des États-Unis en Tunisie.

## Histoire
Le 22 mars 1956, les États-Unis reconnaissent l'indépendance de la Tunisie vis-à-vis de la France (pays colonisateur), dans un message de félicitations du consul général américain Morris N. Hughes à Lamine Bey. Le consulat général est élevé au rang d'ambassade le 5 juin de la même année, avec la reconnaissance officielle le lendemain par les États-Unis.
En novembre 2002, une nouvelle ambassade est établie aux Berges du Lac. En septembre 2012, à la suite de l'attaque de Benghazi, deux personnes sont tuées lorsqu'une foule franchit la limite de l'ambassade et met le feu à des arbres et à l'American Cooperative School of Tunis. En mars 2020, deux kamikazes tuent un policier et blessent six autres personnes.